# Вулиця Кирила і Мефодія (Мінськ)
Вулиця Кирила і Мефодія (раніше Велика Бернардинська, Монастирська, Бакуніна) — вулиця в Центральному районі Мінська .

## Розташування
Вулиця розташована в історичному Верхньому місті. Орієнтована з південного заходу на північний схід. Починається від площі Свободи, спускається в напрямку Свіслочі до перетину з вулицею Зибіцькою.

## Історія

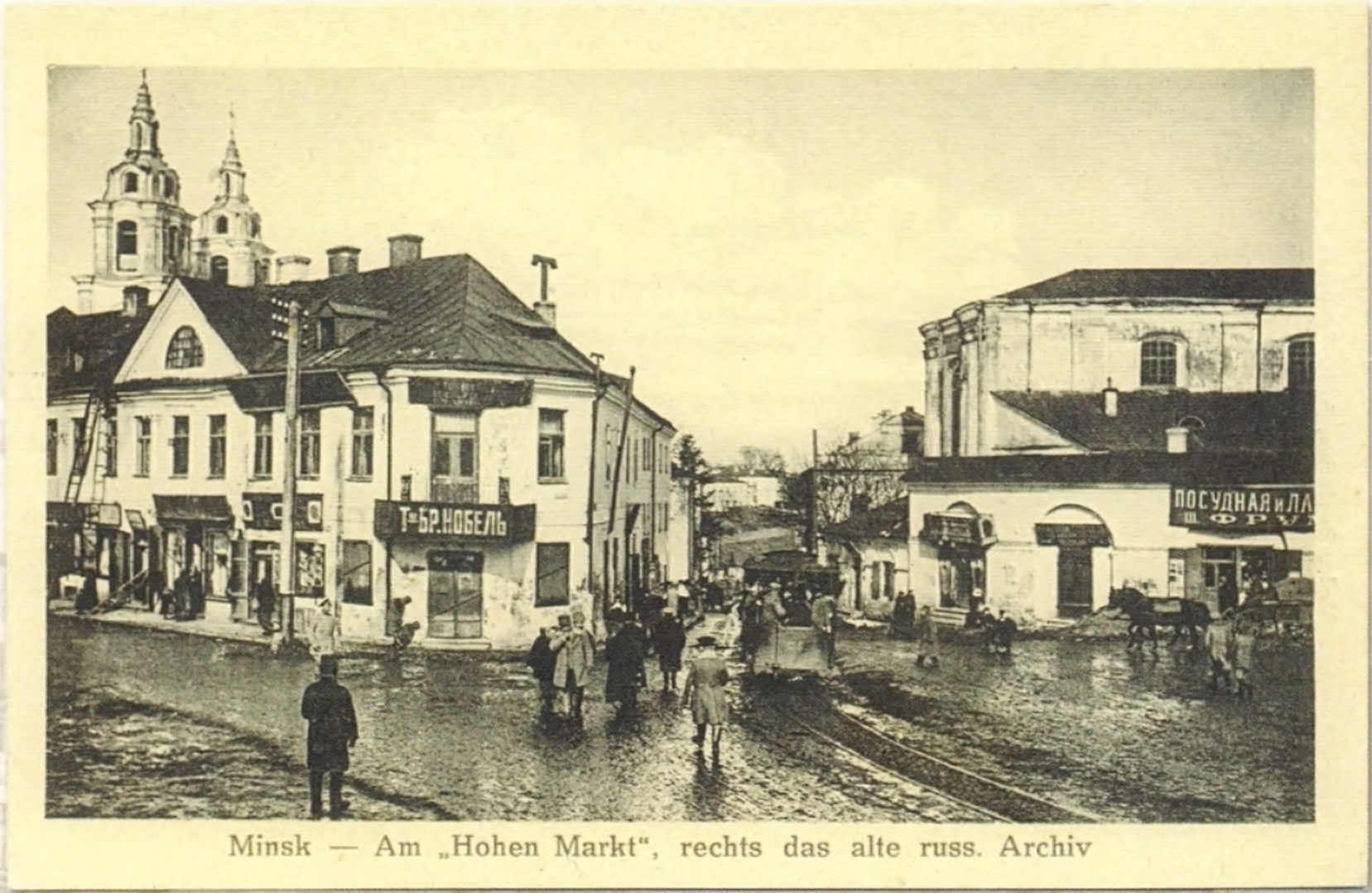
Вулиця в 1918 році

Вулиця є однією з найстаріших у Мінську . На території комплексу монастиря бернардинів, в районі вулиці Кирила і Мефодія в 2010–2013 роках активно проводилися археологічні роботи, в ході яких було виявлено ділянку вулиці, яка з XI — XII століть проходила від р. Свіслоч в напрямку Бернардинського монастиря, завдяки чому було уточнено місце розташування осередку стародавнього Мінська — території, де жили ремісники, торговці. Також були знайдені речі XI — XIV століть .
Перші відомі будівлі датуються початком XVI століття, коли забудовувався район Верхнього міста . Історична назва вулиці — Велика Бернардинська, в 1866–1922 роках називалася Монастирська внаслідок розташування на вулиці релігійних будівель .
У 1893 році за вулиці була прокладена лінія конки . У 1922 році вулиця була перейменована на честь російського революціонера-анархіста Михайла Олександровича Бакуніна .

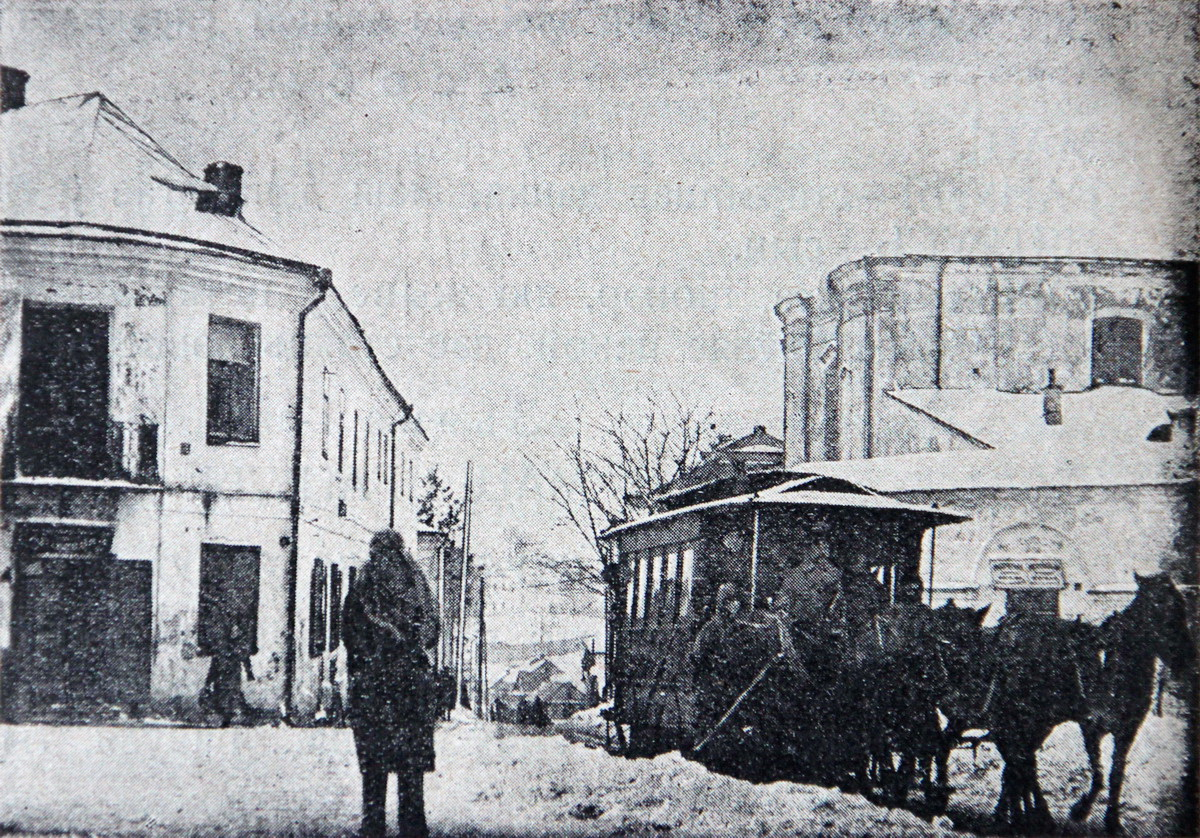
Конка. 1927

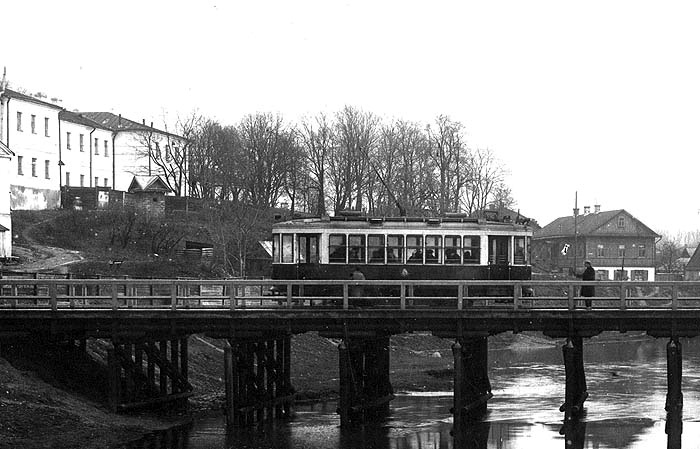
Трамвай рухається з вулиці Бакуніна (сьогодні вул. Кирила і Мефодія) по Новому мосту через р. Свіслоч. Осінь 1929 р.

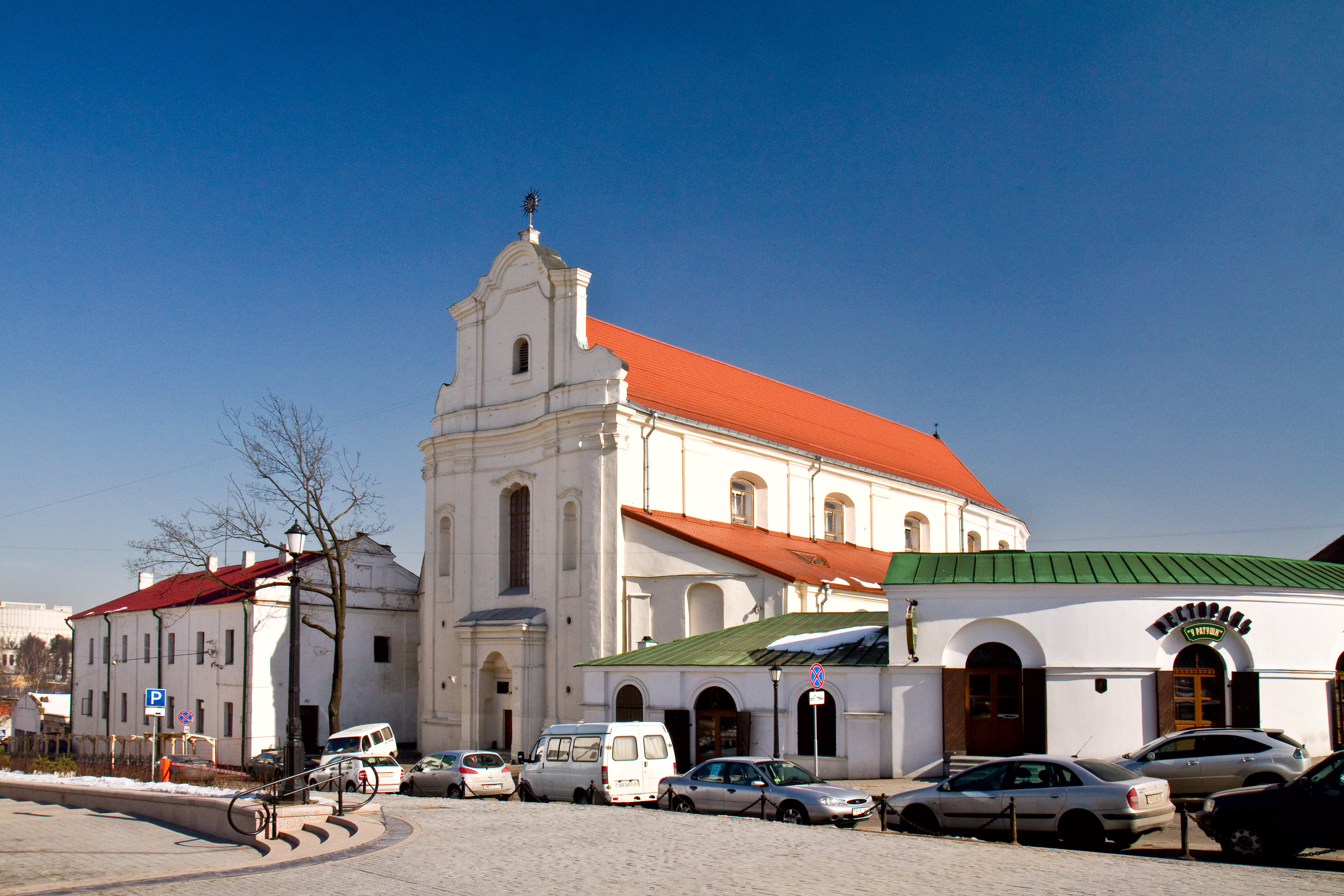
Костел Св. Йосипа і монастиря Бернардинів

У 1929 році на місці конки проклали першу в місті лінію трамвая, яку запустили в ніч з 8 на 9 жовтня . Трамвай рухався з вулиці Бакуніна (суч. Кирила і Мефодія) за давніми маршрутами конки, по дерев'яному Новому мосту через Свіслоч (не зберігся) . Після війни біля цього мосту німців змусили вирити велику яму. Потім перед нею розстріляли близько 70 фашистів і там же поховали. У 1956 році лінія трамвая на вулиці була ліквідована.
У 1990 році вулиця була перейменована на честь просвітителів і творців слов'янської писемності братів Кирила і Мефодія . .

## Забудова

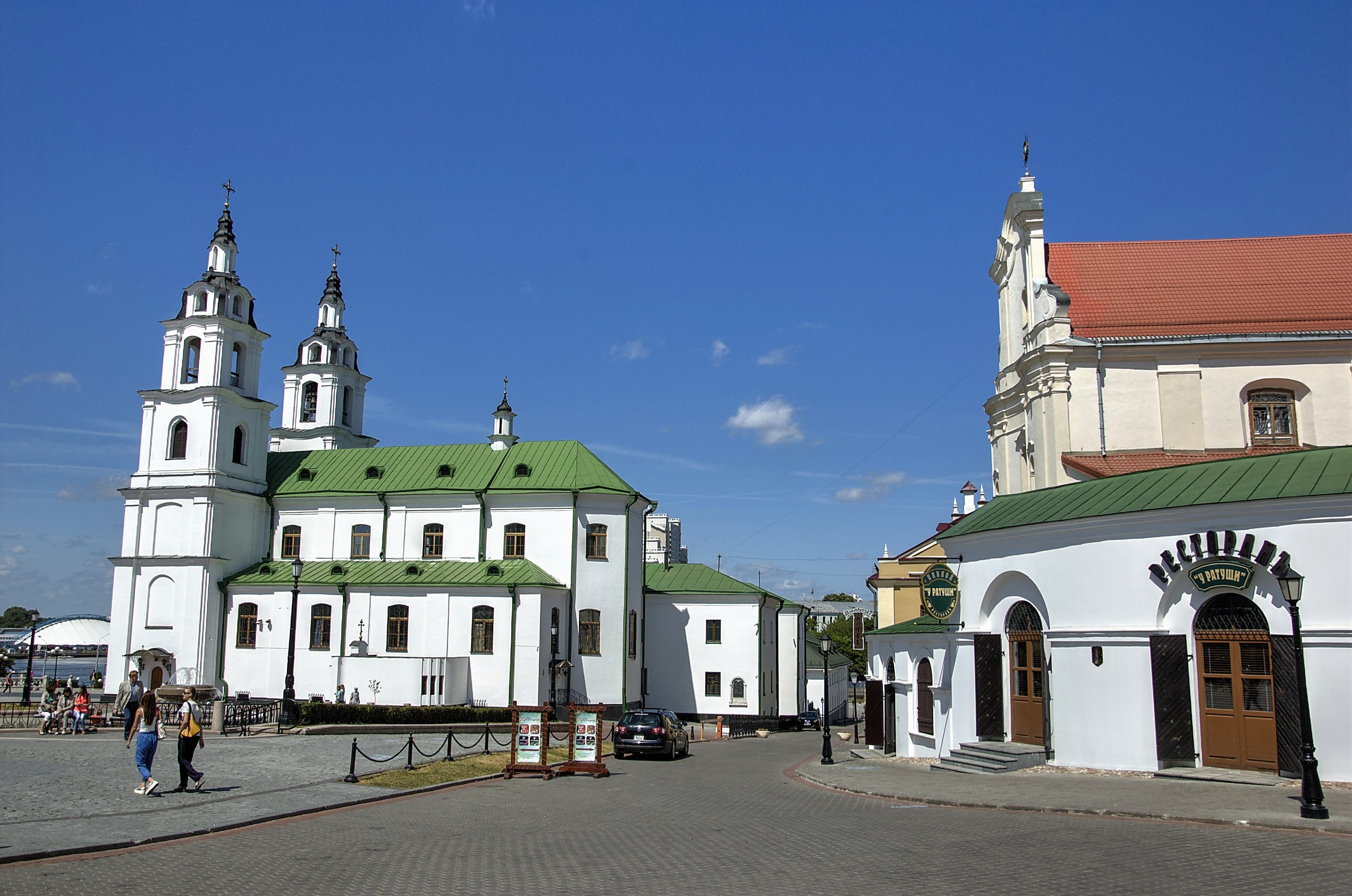
Вулиця з боку пл. Свободи

### Непарна сторона

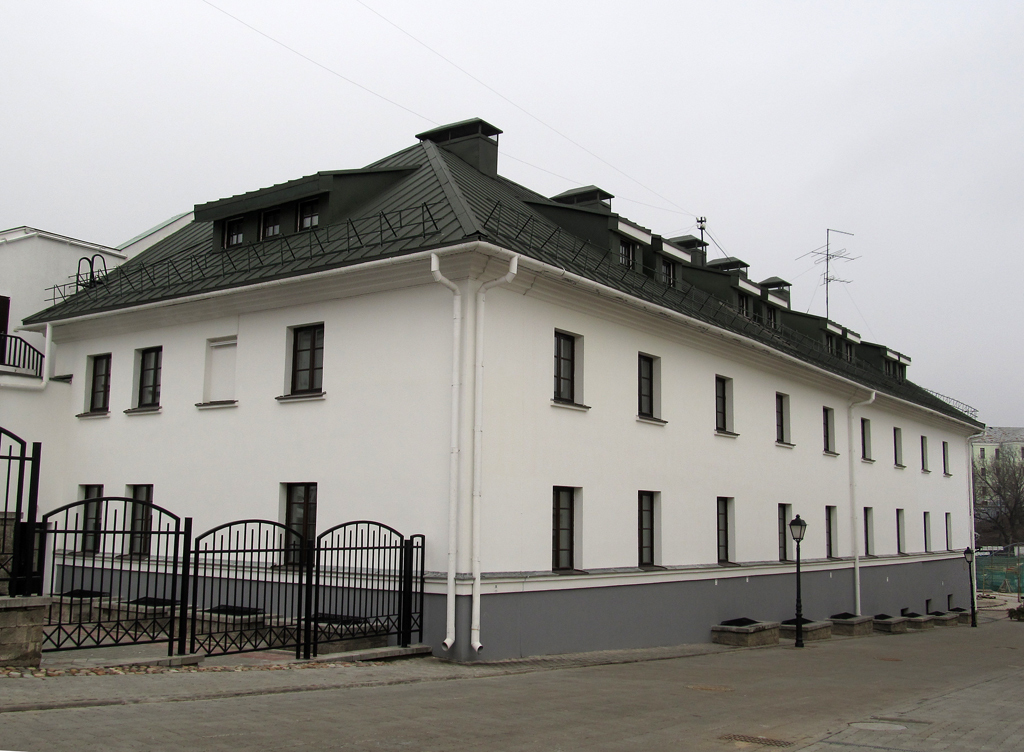
Флігель монастиря бернардинок

- № 3 — Свято-Духівський кафедральний собор (колишній костел бернардинок; 1642 — 1648)
- № 5 — житловий корпус монастиря бернардинок (1642–1648)

- № 7 — флігель (1730-і роки)

### Парна сторона

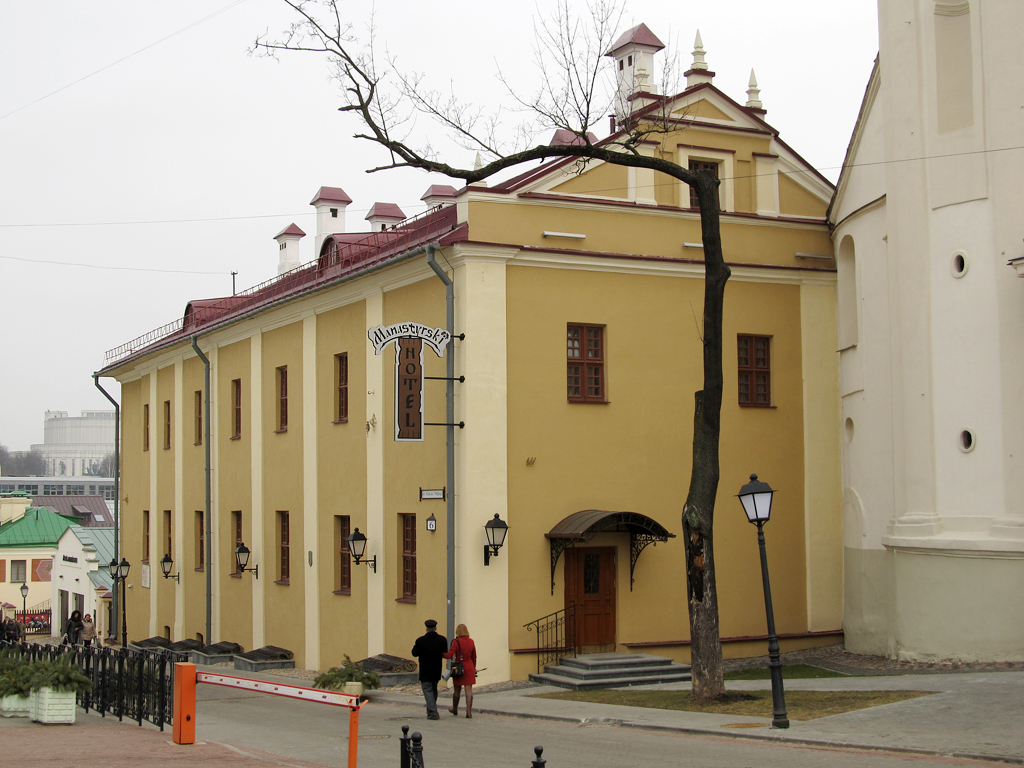
Житловий корпус колишнього монастиря бернардинів

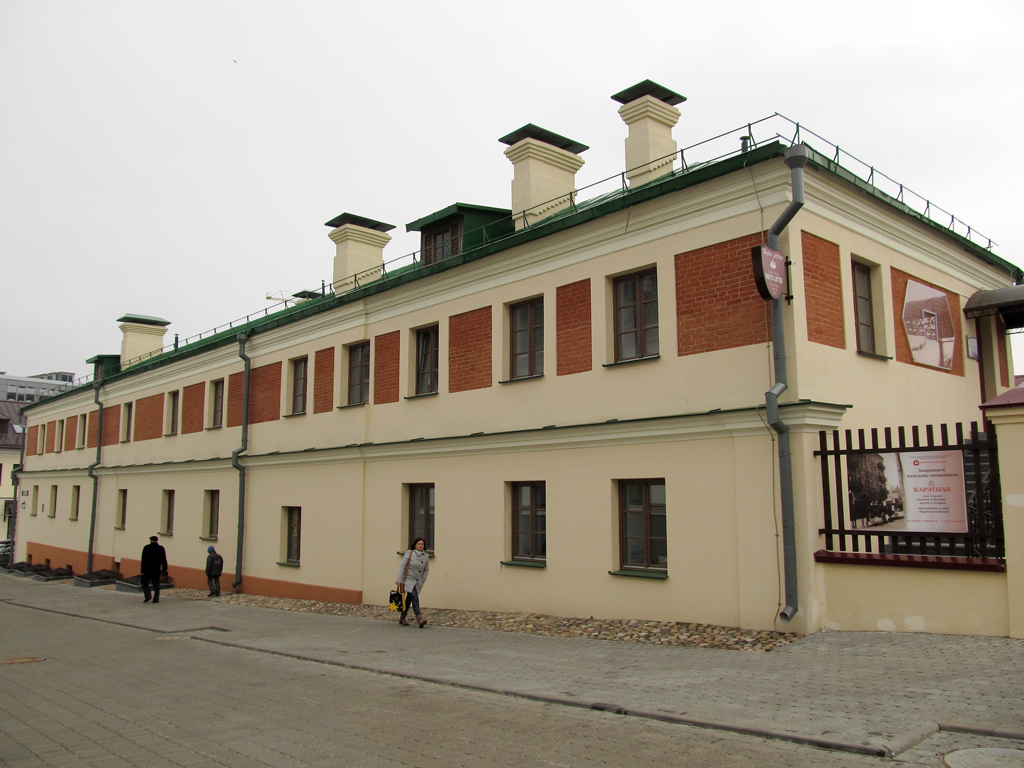
Флігель колишнього монастиря бернардинів

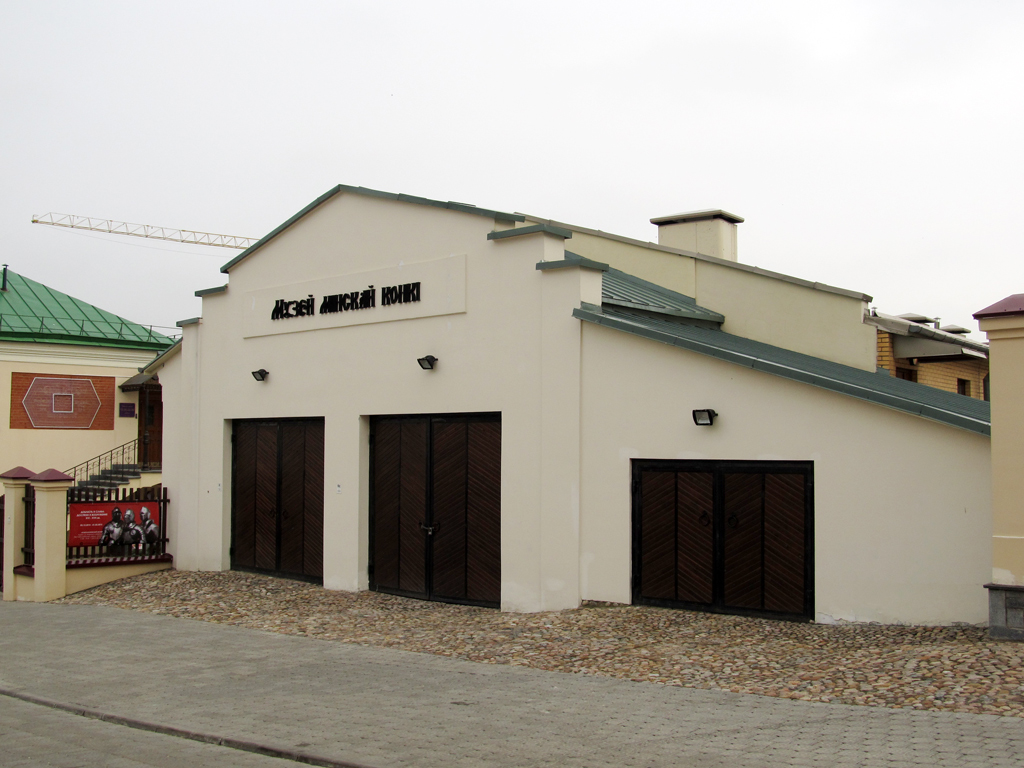
Музей мінської конки

- торгові ряди (1810–1817)
- № 4 — костел Святого Йосипа (друга половина XVII століття)

- № 6 — житловий корпус колишнього монастиря бернардинів (1650-ті)

- № 8д — Музей мінської конки
- № 8 — флігель колишнього монастиря бернардинів (1817)